# Ponte di pietra (Aosta)
Il ponte di pietra (in francese, pont de pierre) è un monumento romano della città di Aosta, situato a circa centocinquanta metri a est dell'Arco d'Augusto. Fu eretto ai tempi della fondazione della città romana di Augusta Praetoria per consentire il passaggio da una sponda all'altra del torrente Buthier.

## Descrizione
L'opera, a una sola campata ad arco ribassato, poggia su solidi basamenti in puddinga, conglomerato locale estratto dalle cave lungo il corso della Dora Baltea, e misura, tra le due imposte, circa 17 metri. La larghezza del passaggio, invece, contando anche lo spessore dei parapetti, è di circa 6 metri. La volta del ponte, costituita da grossi conci dei cunei, mostra un contorno piuttosto piatto per le costruzioni romane (rapporto ampiezza-altezza di 3 a 1). Il rivestimento esterno fu edificato con puddinga e riempito nel rinfianco dell'arco con opera cementizia romana di alta qualità.

## Storia
La costruzione risale alla seconda metà del regno di Augusto, che nel 24 a.C. fondò e in seguito ampliò la colonia militare di Augusta Praetoria come importante snodo stradale. Il Ponte di pietra potrebbe aver avuto una particolare importanza nella rete stradale romana, perché ad Aosta il collegamento transalpino verso la Gallia, ossia la strada consolare detta via delle Gallie, si diramava verso il Passo del Piccolo e del Gran San Bernardo. In direzione sudorientale verso la Pianura Padana, la strada passava sopra un altro ponte ad arco segmentale, il pont Saint-Martin, ottimamente preservato, situato all'uscita della Valle d'Aosta.
In epoca medievale, in occasione di un'eccezionale alluvione, il torrente Buthier cambiò corso, spostando il suo alveo più a ovest. Sotto il ponte continuò a scorrere un canale di portata modesta, che col tempo si prosciugò completamente. Il ponte perse così ogni sua funzione e, col passare dei secoli, venne a poco a poco interrato, e solo in epoca moderna fu riportato alla luce.

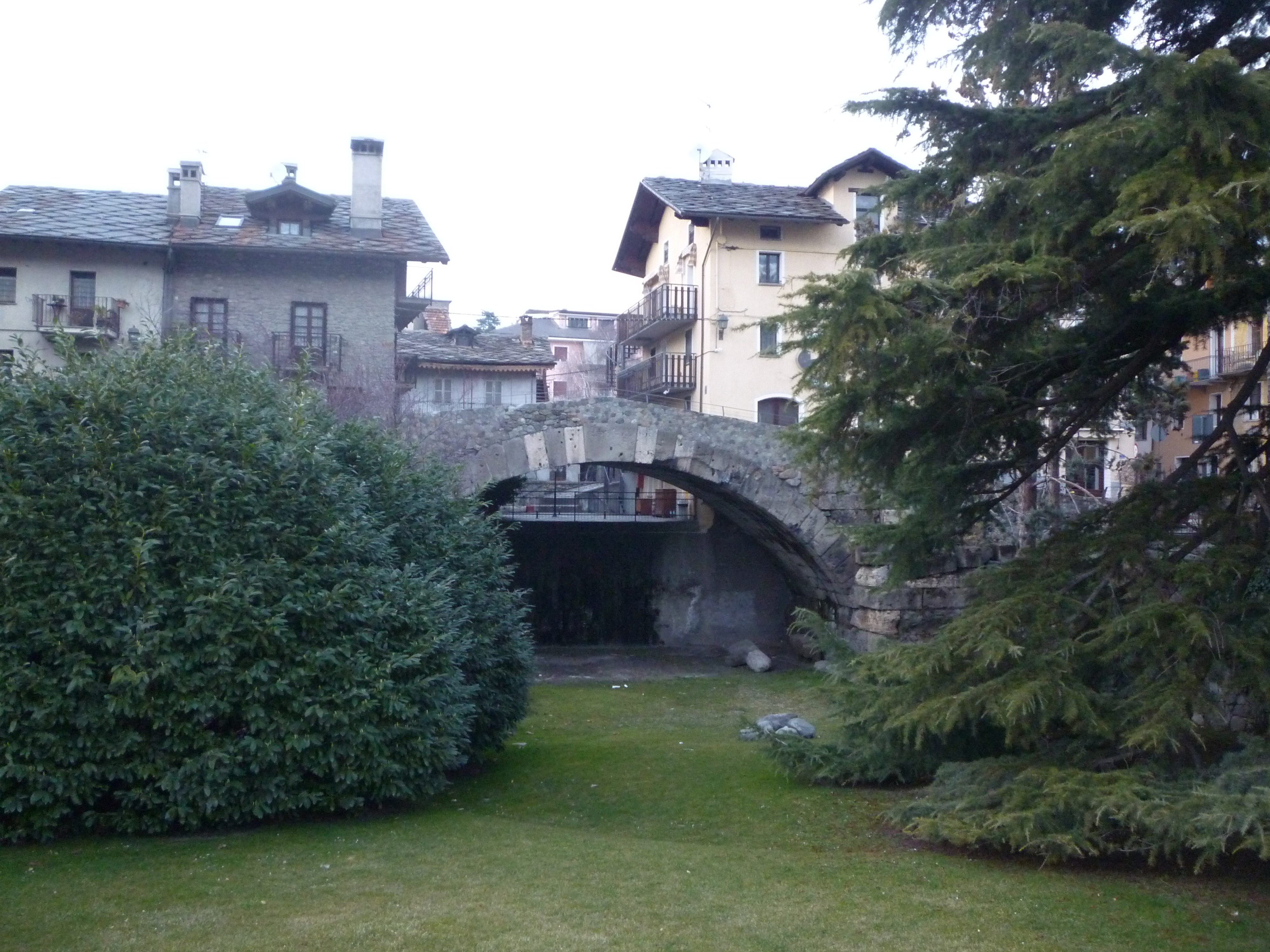
Vista del lato sud
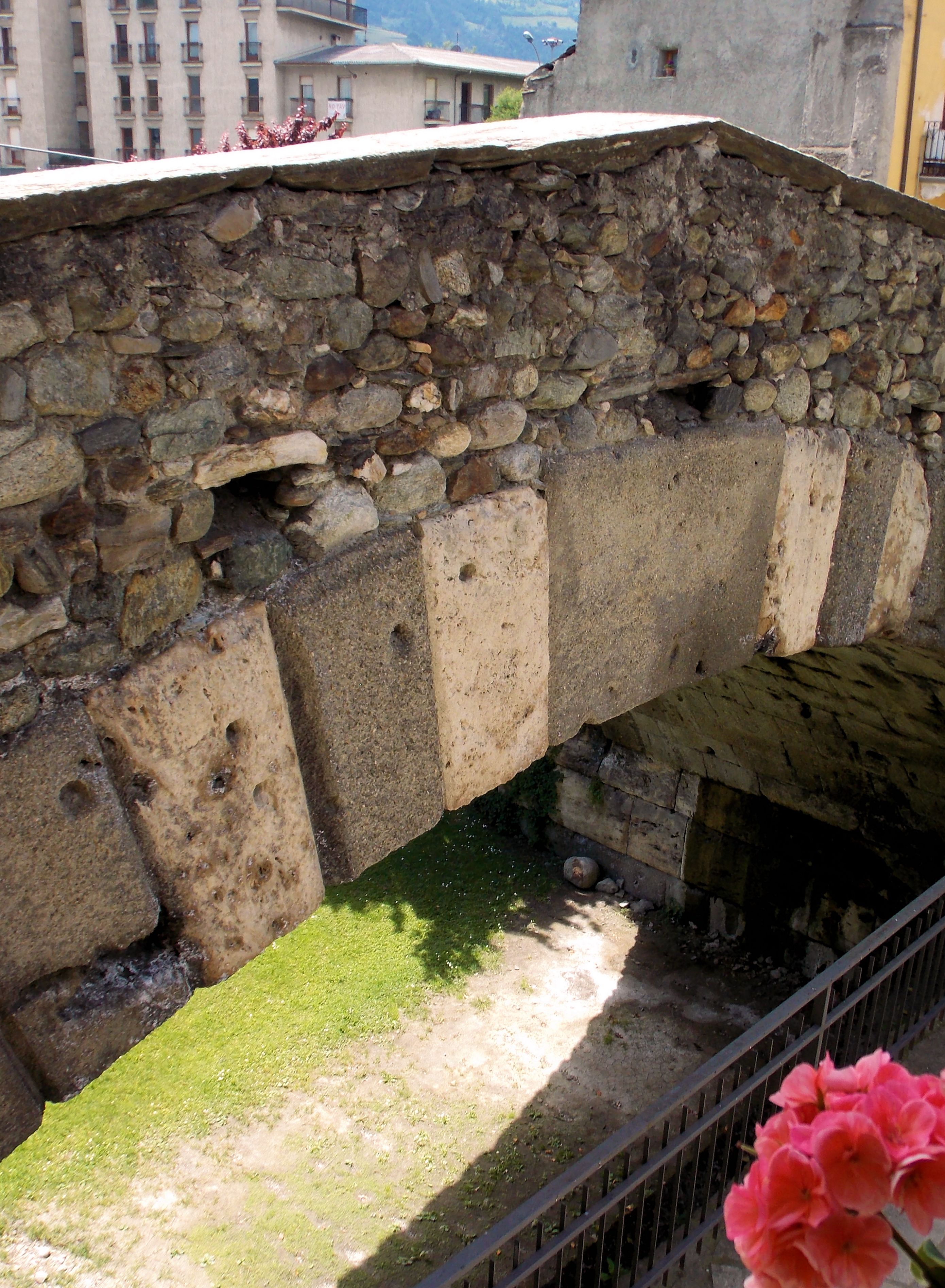
Dettaglio della volta dall'hotel Cecchin
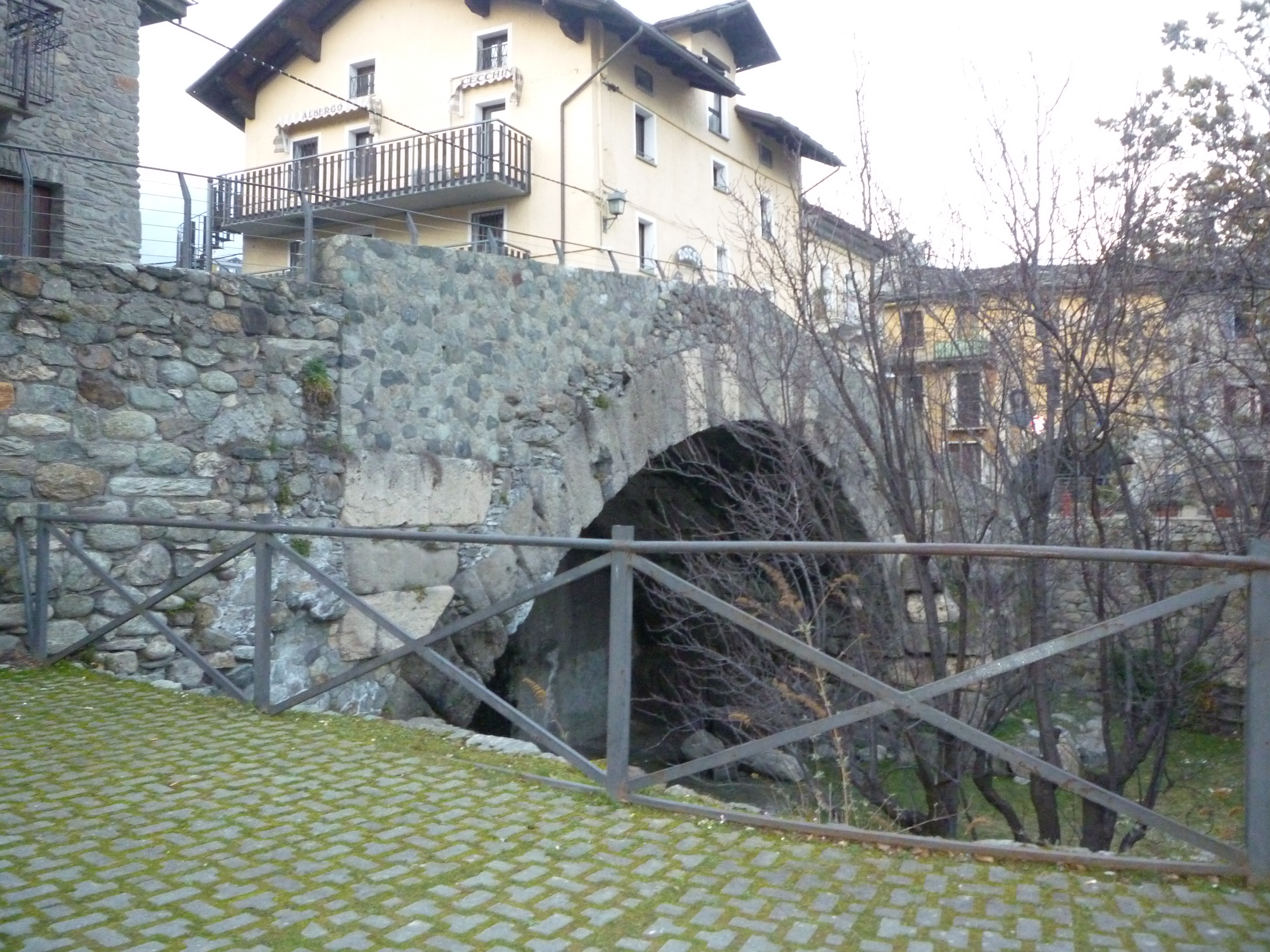
La volta vista dal lato sud